# Daisy di Robilant
Daisy di Robilant, död 1933, var en italiensk grevinna, fascist och rösträttskvinna. 
Hon var verksam som filantrop och engagerad i en mängd filantropiska frågor för kvinnor och barn. Hon var sympatisör till fascistpartiet. 
Hon blev år 1931 ordförande av Consiglio Nazionale delle Donne Italiane (CNDI). Hon utsågs till denna post av fascistregeringen, och under sin tid som ordförande såg hon till att inlemma rösträttsföreningen under den fascistiska myndighetsapparaten.